# Newcastle upon Tyne North (circonscription britannique)
La circonscription de Newcastle upon Tyne North est une circonscription située dans le Tyne and Wear, représentée dans la Chambre des communes du Parlement britannique depuis 2010 par Catherine McKinnell du Parti travailliste.